# Schwedentrunk

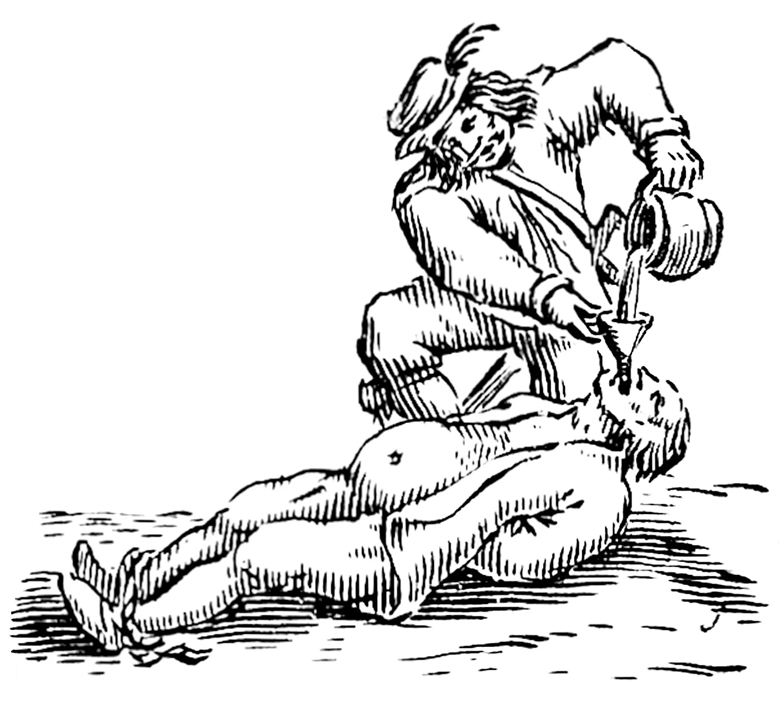
Tortura pela "bebida sueca" (Gravura de 1638)

Schwedentrunk (alemão: [ˈʃveːdn̩ˌtʁʊŋk], bebida sueca) é um método de tortura e execução no qual a vítima é forçada a ingerir enormes quantidades de imundícies, tais como excrementos. O nome foi cunhado pelas vítimas alemãs das tropas suecas durante a Guerra dos Trinta Anos. Este método de tortura também foi empregado por outras tropas internacionais, mercenários e saqueadores, especialmente por civis que seguiam as caravanas de bagagem suecas e que não recebiam qualquer pagamento. Esse método era utilizado para forçar camponeses ou cidadãos a entregar dinheiro escondido, comida, animais, etc., ou para extorquir sexo de mulheres.
A memória do Schwedentrunk foi imortalizada em um dos livros alemães mais lidos de seu tempo, a sátira Der abenteuerliche Simplicissimus, publicada por Hans Jakob Christoffel von Grimmelshausen em 1668.

## Mecanismo
| “                                                        | Den Knecht legten sie gebunden auf die Erd, stecketen ihm ein Sperrholz ins Maul, und schütteten ihm einen Melkkübel voll garstig Mistlachenwasser in Leib, das nenneten sie ein Schwedischen Trunk | ” |
| — Grimmelshausen, in: Simplicissimus, Buch I, Kapitel IV | |   |

| “                                                        | Eles colocavam o servo amarrado no chão, travavam uma cunha de madeira em sua boca e despejavam para dentro de sua barriga um balde inteiro de esterco líquido nojento, que eles chamavam de 'bebida sueca'. | ” |
| — Grimmelshausen in: Simplicissimus, Livro I, Capítulo 4 | |   |

O uso do Schwedentrunk é registrado em histórias de cidades em todo o Sul da Alemanha. Embora os detalhes e as circunstâncias específicas difiram, os casos têm em comum o relato de uma vítima amarrada e amordaçada forçada a engolir (através de um funil) uma enorme quantidade de líquido nojento, às vezes fervente. Dentre as substâncias empregadas estavam: urina, excremento,estrume líquido e o tipo de esgoto hoje denominado água cinza. 
Sem contar o nojo, as doenças e a possibilidade de infecção bacteriana, o Schwedentrunk causava intensa dor gástrica. Em função de os líquidos serem incompressíveis, o estômago da vítima e seus intestinos deviam expandir-se para acomodar as copiosas quantidades de líquidos. Os torturadores então comprimiam o abdome distendido com tábuas de madeira, pisoteavam a vítima ou a agrediam com paus até que esta revelasse o que queriam.